# 2018 CB
(3798991) 2018 CB es un asteroide que forma parte de los asteroides Apolo, descubierto el 4 de febrero de 2018 por el equipo del Catalina Sky Survey desde el Catalina Sky Survey, Arizona, Estados Unidos.

## Designación y nombre
Designado provisionalmente como 2018 CB.

## Características orbitales
2018 CB está situado a una distancia media del Sol de 1,408 ua, pudiendo alejarse hasta 1,858 ua y acercarse hasta 0,9581 ua. Su excentricidad es 0,319 y la inclinación orbital 5,302 grados. Emplea 610,590 días en completar una órbita alrededor del Sol.
Los próximos acercamientos a la órbita terrestre se producirán  el 15 de abril de 2028, el 23 de diciembre de 2032 y el 4 de mayo de 2033, entre otros.
El 9 de febrero de 2018, pasó cerca de 0,000431 AU (64,500 km) de la Tierra, menos de un quinto de la distancia entre la Tierra y la Luna, a una velocidad aproximada de 8 km por segundo. La trayectoria que siguió fue de norte a sur.

## Características físicas
La magnitud absoluta de 2018 CB es 25,901. 